# Ciclotrimetilentrinitroammina
La ciclotrimetilentrinitroammina, conosciuta anche come RDX, ciclonite, o T4, è una nitroammina, un composto cristallino di colore bianco, particolarmente stabile nella sua categoria. Il composto viene largamente utilizzato come esplosivo, in genere mescolato ad altri, o ad acidi grassi e cere, prevalentemente in ambito militare.

## Storia
La scoperta del composto risale agli anni '90 del XIX secolo, brevettato in Germania nel 1898 come composto farmacologico, cosa che peraltro avvenne anche per il più noto degli esplosivi, la nitroglicerina tuttora utilizzata in ambito terapeutico. La sua natura di composto esplosivo non fu nota fino al 1920, quando fu prodotta per mezzo della nitrazione diretta dell'esammina.
La ciclotrimetilentrinitroammina è un esplosivo relativamente recente, ed è stato codificato col nome RDX negli Stati Uniti (abbreviazione di Research Department eXplosive), una sigla comune a tutti i nuovi prodotti per la ricerca militare, e "X", classificazione al posto della quale solitamente compare un numero, che da provvisoria che doveva essere è rimasta nell'uso – facendo così che RDX diventasse il nome più diffuso con cui questa sostanza è conosciuta in ambito bellico.
L'RDX fu usato su tutti i fronti durante la seconda guerra mondiale, spesso in misture col TNT quali il Torpex. RDX fu usato come uno dei primi esplosivi al plastico, e nel dopoguerra si ha evidenza del suo uso in svariati attentati terroristici, proprio per la facilità di sintesi.

## Chimica e vari composti
Il composto appena preparato da puro è un solido cristallino bianco. Come esplosivo è usato solitamente in miscele con altri esplosivi e plastificanti oppure desensibilizzanti. È un esplosivo stabile che si può conservare per molto tempo se immagazzinato bene, e viene considerato il più potente tra gli esplosivi militari di alta potenza. L'RDX è il componente base per una serie di composizioni esplosive:
- Composizione A: esplosivo composto da RDX con un rivestimento di cera. 
  - Composizione A3 ha 91% RDX e 9% cera.[6]
  - Composizione A5: RDX (da 98,5 a 99,1%) mescolato con acido stearico (da 0,95 a 1,54%).[7]
- Composizione B: miscela di RDX e TNT.
- Composizione C (esplosivo al plastico): la composizione originale fu utilizzata durante la seconda guerra mondiale, con le successive varianti C2, C3 fino alla più famosa Composition 4 (C4) è formato da RDX e plastificanti, con piccole percentuali di altri esplosivi.

Una delle composizioni C, il C4 appunto, è l'esplosivo più potente e più utilizzato dai militari, formato da una miscela di poliisobutilene 2,1% in funzione di legante, RDX 91%, olio combustibile per motori 1,6%, 2-etilesil sebacato 5,3%.

- Composizione D: HBX più miscele di RDX, di TNT, di alluminio, di cera in polvere, di cloruro di calcio, di H-6, di Cyclotol e di C4.

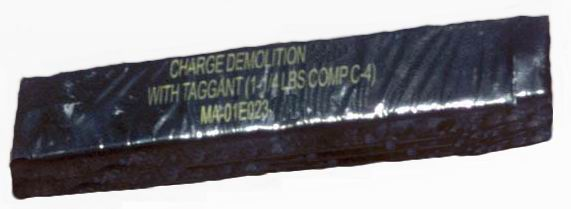
Uno dei preparati dove è presente un'alta percentuale di RDX, il C4

## Proprietà
- Esplosivo secondario, solido incolore, di densità 1,82 g/cm³.
- Velocità di detonazione di 8750 m/s.
- Prodotto facendo reagire l'acido nitrico concentrato sull'esametilentetrammina.
- È un eterociclo e ha struttura molecolare a forma d'anello.
- Si decompone a circa 170 °C, deflagra sopra i 250 °C e, se conservato alla temperatura ambiente, è molto stabile e insensibile all'acqua, con una sensibilità all'impatto di 7,5 N·m.
- A contatto con una fiamma, brucia. Per farlo esplodere, è necessario un detonatore.
- È meno sensibile del pentaeritritolo tetranitrato (PETN). Tuttavia, è molto sensibile quando è cristallizzato, a temperatura inferiore ai -4 °C.

Normalmente, l'RDX ha 80 come livello di insensibilità. La fabbricazione di RDX può inquinare facilmente il terreno e le falde freatiche.

## Sintesi
Una delle tante alternative per sintetizzare l'RDX consiste nella nitrazione dell'urotropina, mediante una soluzione di acido nitrico al 99% e diclorometano, a temperature sotto i 35 °C.
Successivamente, si prepara a parte una soluzione di acido nitrico al 70% e nitrito di sodio e la si porta a circa 70 °C.
Entro circa 45 minuti si versa la prima miscela sulla seconda, si porta la soluzione a temperatura ambiente e la si versa su acido solforico concentrato.
Quindi si filtrano le impurità insolubili, si fa precipitare l'RDX aggiungendo del ghiaccio (aspettando finché non si scioglie) e si procede con il lavaggio e il filtraggio del prodotto.
Questa procedura può esser effettuata anche da non professionisti, purché il processo sia scrupolosamente eseguito e che si prendano le adeguate misure di sicurezza.
L'acido solforico, contrariamente a un'opinione diffusa, è necessario per avviare la decomposizione dei dinitrocomposti dell'urotropina.
Un sistema economicamente più vantaggioso è la sintesi dell'RDX da anidride acetica, paraformaldeide e nitrato di ammonio, che però produce anche il 5% di HMX, che resta mescolato all'RDX.
L'RDX in Europa è usato come esplosivo militare.
La sintesi clandestina, pur non essendo particolarmente difficile e pericolosa, non è legale ed è perseguibile penalmente, in Italia come in Europa, anche con la reclusione.